# Distrikt Nordhausen

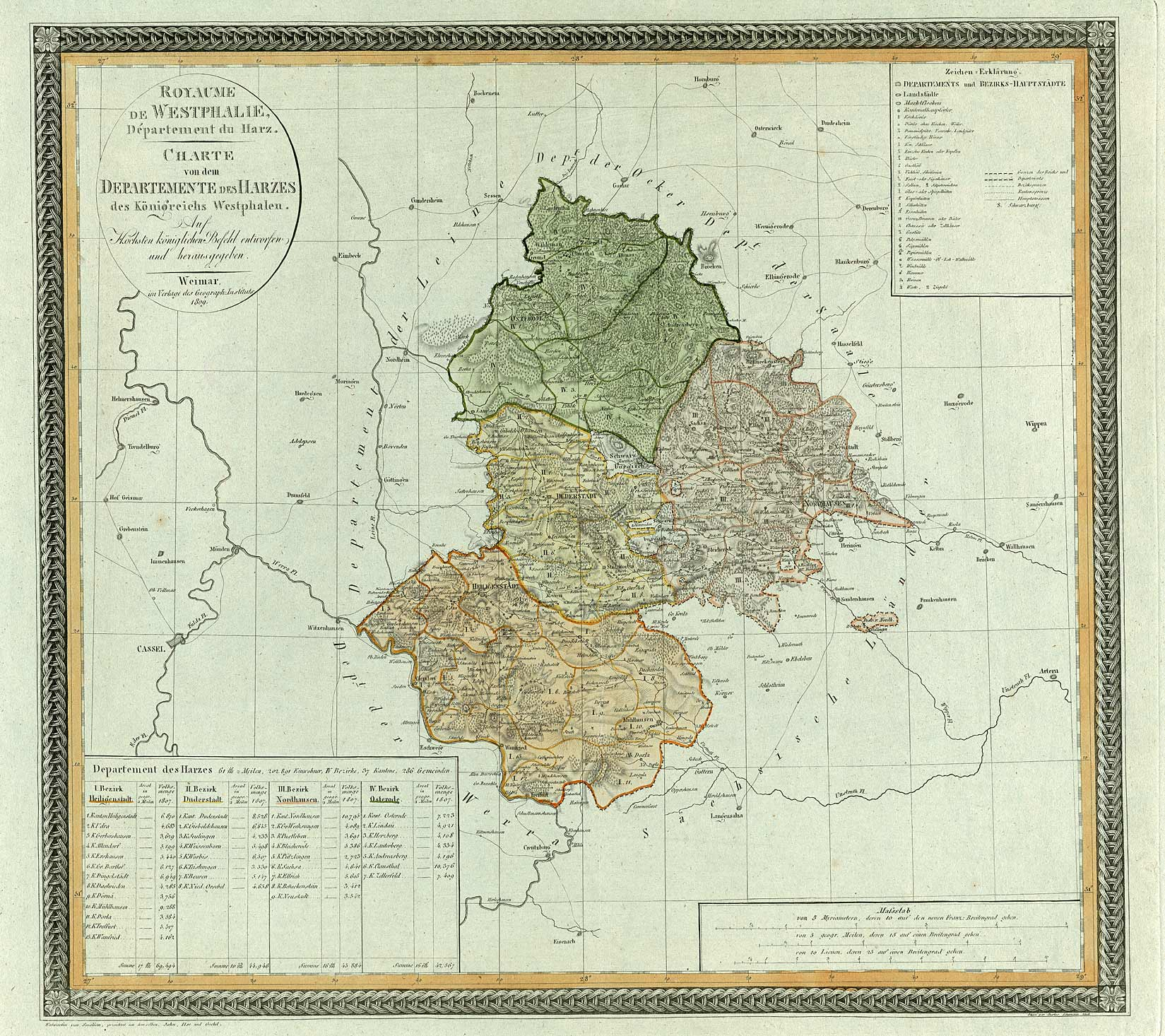
Der Distrikt Heiligenstadt im Harzdepartement (rot), 1809

Der Distrikt Nordhausen war eine Verwaltungseinheit des Harzdepartements im Königreich Westphalen, die zwischen 1807 und 1814 bestand. In der Zeit der französischen Vorherrschaft in Europa nach dem Frieden von Tilsit wurden die Verwaltungsgebiete in Deutschland neu geordnet.

## Territorium und Boden

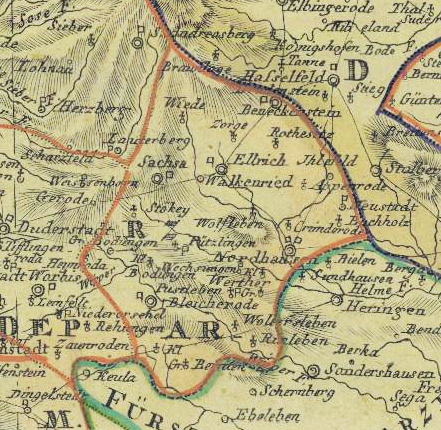
Die Distriktsgrenzen im Jahr 1811

Auf einer Fläche von etwa 689,4 m² bestand der Distrikt hauptsächlich aus der ehemaligen Grafschaft Hohnstein, die zur Kriegs- und Domänenkammer des Fürstentums Halberstadt gehört hatte und 397,17 m² der Gesamtfläche ausmachte. Der Hohnsteinische Landesteil war im Fürstentum administrativ selbstständig und hatte bis Ende des 18. Jahrhunderts eine eigene Deputation in Ellrich. Des Weiteren gehörten zum Distrikt Nordhausen die Stadt Benneckenstein im Harz, das Bistum Walkenried und Teile des Herzogtums Braunschweig-Lüneburg sowie einige schwarzburgische Enklaven (bspw. Wolkramshausen oder Güter und Ämter im Süden des Distrikts). Der Distrikt grenzte an das Departement der Saale im Norden, an das Fürstentum Schwarzburg-Sondershausen im Osten, an das Schwarzburgisch-Rudolstädtische Amt Straußberg im Südosten und an Obersächsische Gebiete im Süden.
Im Norden des Distrikts verlief die weitgehend unfruchtbare, gebirgige Gipskarstlandschaft des Vorharzes, die mit zahlreichen Hohlräume durchzogen sowie an einigen Stellen versunken war und die die für das Gebiet charakteristischen Erdfälle bildete. Südlich von Nordhausen senkte sich der Distrikt in die Flusstäler der Wipper und Helme ab. Dort änderte sich der Boden in fruchtbares Löß. Die Goldene Aue, in die diese Täler nach Osten hin ausliefen, war nicht mehr Teil des Distrikts. Sie lag an der Staatsgrenze zum Fürstentum Schwarzburg. Nach Süden hin hob sich der Distrikt auf den Hügelkamm der Hainleite, der dünn besiedelt war und einen dichten Hain- und Rotbuchenbestand aufwies. Auch hier befand sich südlich der Dörfer Großberndten, Kleinberndten und Friedrichsrode die Staatsgrenze zum Fürstentum Schwarzburg. Die Stadt Benneckenstein, die zuvor die nördlichste Exklave der ehemaligen preußischen Grafschaft Hohnstein gebildet hatte, bekam mit zwei Kommunen aus dem ehemals braunschweigischen Oberharz einen eigenen Kanton. Bereits vor 1807 gehörten zu ihr 12702 Waldmorgen.
Bodenschätze besaß der Distrikt vor allem mit den Eisensteinvorkommen um Zorge und Wieda am Vorharz, aber auch in Form kleinerer Adern von Porphyr, Rotsandstein, Marienglas, Tonschiefer, Mehlstein und Marmor (bei Tettenborn). Abgesehen von den Flusstälern neigte der Distrikt zu eher schwer bestellbaren Böden aus Mergel, vermodertem Holz und Kalksteinkieseln, die sich mit sommertrockener, fast unbebaubarer, roter Tonerde und Sandböden abwechselten.
Die Distriktshauptstadt Nordhausen lag am Verkehrsknotenpunkt der alten Heerstraße, die von Erfurt und Mühlhausen aus über den Harz führte und der alten Handelsstraße, die, von Kassel durch das Eichsfeld kommend, nach Osten durch das Wippertal lief und weiter nach Halle und Leipzig ging.

## Einwohner und Gemeinden
Noch im Jahr 1808 lebten 44484 Einwohner in 96 Wohnorten, Weilern und Einzelgütern. Bis 1811 verminderte sich diese Zahl durch die Bildung von Munizipalitäten aus den ehemaligen Orten von Grafschaft und Amt Hohnstein um zehn. Die Orte Schiedungen, Branderode, Etzelsrode, Hochstedt, Ascherode, Kleinberndten, Wernrode, Neuhof, Münchenlohra und Immenrode verloren ihre Eigenständigkeit. Aus ihnen wurden die Munizipalitäten
- Clettenberg (mit Branderode)
- Günzerode (mit Hochstädt und Steinsee)
- Großberndten (mit Kleinberndten und Dietenborn)
- Haferungen (mit Immenrode)
- Hainrode (mit Wernrode)
- Holbach (mit Schiedungen)
- Kleinwenden (mit Münchenlohra)
- Pützlingen (mit Etzelsrode)
- Sachsa (mit Neuhof)
- Wülfingerode (mit Ascherode)

Weiler, Mühlen, Einzelgüter und Forsthäuser, die neu zugeordnet bzw. bestehenden Munizipalitäten eingegliedert wurden, waren Himmelgarten (Nordhausen), Rodeberg (Urbach), Rittertal (Leimbach), Forsthaus Königsthal (Gratzungen), Forsthaus Fronderode (Gratzungen), Gut Bliedungen (Gratzungen), Weiler Schattenhagen (Großwerther), Flarichsmühle (Kleinwechsungen), Gaststätte Schurzfell (Salza), Gut Steinsee (Günzerode), Vorwerk Kinderode mit Hünenstein (Nohra), Amt Lohra (Friedrichslohra), Klostervorwerk Dietenborn (Großberndten), Gut Utterode bei Rehungen (Wülfingerode), Schäferei und Gaststätte Nixei (Steina), Weiler Cleisingen (Ellrich), Gut Bischofferode (Appenrode), Gut Wülferode (Werna), Steinmühl (Sülzhayn), Eisenhütte Sorge (Benneckenstein), Forsthäuser Sophienhof und Hufhaus mit Fuhrbachsmühle (Rothesütte), Vorwerk Birkenmohr und Forsthaus Königerode.

## Organisation der Verwaltung
Dem Distrikt stand ein Unterpräfekt vor. Der Unterpräfekt des Distrikts Nordhausen war der ehemalige Kurmainzer Hofrat und preußische Kriegs- und Domänenrat Georg Christian von Steinmetz[en] zu Siemerode († 2. Juli 1817).
Den Distriktsrat zur Kontrolle der Steuerlisten bildeten die Herren Ludwig Friedrich von Zengen auf Mackenrode, Freiherr Friedrich von Rüxleben, Johann Friedrich von Hinüber, Friedrich von Hagen (auf Mauderode), Friedrich Wilhelm von Arnstedt, der Kantonmaire Mehler, der Maire Philipp Töpfer, die Bürger Christian Felber und Daniel Jen(i)sch zu Bleicherode, Karl Moldenhauer zu Ellrich und der Herr Stockelmann zu Kinderode.

## Kantonaleinteilung
| Kantone        | Kantonmaire                                                                                | Einwohnerzahlen (Stand 1807) |
| -------------- | ------------------------------------------------------------------------------------------ | ---------------------------- |
| Nordhausen     | Johann Conrad Ephraim Grünhagen                                                            | 10.795                       |
| Benneckenstein | Heinrich August Städer                                                                     | 3412                         |
| Bleicherode    | August Friedrich Schönstedt                                                                | 5386                         |
| Wechsungen     | Carl Wilhelm Bötticher                                                                     | 6949                         |
| Ellrich        | August Coler                                                                               | 5605                         |
| Neustadt       | Friedrich Ludwig Heumann (Aktuarius beim Ilfelder Stift)                                   | 3342                         |
| Pützlingen     | Friedrich Wilhelm (Martin ?) Diederichs (Sohn der Woffleber Amtsfrau Wilhelmine Diederich) | 2723                         |
| Pustleben      | Friedrich Christoph Wilhelm von Hagen (auf Deuna)                                          | 3691                         |
| Sachsa         | Johann August Moritz Mehler                                                                | 4641                         |